# Teskedsgumman (TV-serie, 1973)
Teskedsgumman är en svensk TV-serie i färg från 1973 i 13 avsnitt med samma skådespelare som i julkalendern Gumman som blev liten som en tesked från 1967.

## Rollista
- Birgitta Andersson – Teskedsgumman
- Carl-Gustaf Lindstedt – gubben
- Brigitta Steenhouwer – Stina
- Silvija Bardh – fru Pettersson
- Jane Nordahl – Anna
- Inga Gill
- Margaretha Krook
- Sif Ruud
- Inger Juel
- Monica Nielsen

## Visning och utgivning
Serien repriserades mellan den 28 maj och den 6 augusti 1977, dock utan de två avsnitten Teskedsgumman och kroppen och Teskedsgumman och ensamheten.
1989 utgavs serien (förutom de två avsnitten Teskedsgumman och kroppen och Teskedsgumman och ensamheten) på tre VHS-kassetter av Pan Vision och på DVD 2005.

## Avsnitt
| Premiärdatum | Titel                        | Anteckning                      |
| ------------ | ---------------------------- | ------------------------------- |
| 1973-01-06   | Teskedsgumman och gubben     |                                 |
| 1973-01-13   | Teskedsgumman och sagofolket |                                 |
| 1973-01-20   | Teskedsgumman och de små     |                                 |
| 1973-01-27   | Teskedsgumman och kroppen    | Ej återutgiven på VHS eller DVD |
| 1973-02-03   | Teskedsgumman och ensamheten | Ej återutgiven på VHS eller DVD |
| 1973-02-10   | Teskedsgumman och våren      |                                 |
| 1973-02-17   | Teskedsgumman och presenten  |                                 |
| 1973-02-24   | Teskedsgumman och simläraren |                                 |
| 1973-03-03   | Teskedsgumman och idrotten   |                                 |
| 1973-03-10   | Teskedsgumman och resan      |                                 |
| 1973-03-17   | Teskedsgumman och friheten   |                                 |
| 1973-03-24   | Teskedsgumman och politiken  |                                 |
| 1973-03-31   | Teskedsgumman och kärleken   |                                 |